# 袁孟悌
袁孟悌（1438年—？），字本仁，浙江寧波府鄞縣人，民籍，明朝政治人物。

## 生平
成化十九年（1483年）癸卯科浙江鄉試第四十一名舉人。成化二十三年（1487年）中式丁未科會試第三百二名，三甲第一百九十三名進士。官主事，弘治十年四月考察以年老致仕。

## 家族
曾祖袁圭，給事中；祖父袁忠旼；父袁應驃，前母謝氏；母章氏；繼母柯氏。慈侍下。